# (1957) Angara
(1957) Angara (aussi nommé 1970 GF) est un astéroïde de la ceinture principale, découvert le 1er avril 1970 par Lioudmila Tchernykh à l'observatoire d'astrophysique de Crimée, en Ukraine.
Il a été nommé d'après la rivière de Sibérie Angara.